# Oldřich Kopal
Oldřich Kopal (4. února 1931, Mašov (Turnov) – 16. června 2011, Jablonec nad Nisou) byl český horolezec.
Byl autorem patnácti prvovýstupů na pískovcové věže Hruboskalska i Adršpachu, k nejvýznamnějším patří Plátkova stěna na Sfingu, Střední pilíř na Dračí zub, Nejedlova cesta na Ottovu věž, Severní hrana na Dominstein, dále pak Údolní spára na Hlásku v Teplických skalách. Prvovýstupy vykonal i ve Vysokých Tatrách, například Severovýchodní stěna Malého Pyšného štítu, nebo Středem severní stěny Javorového štítu. První zimní výstup Hokejkou v západní stěně Lomnického štítu a v severní stěně Malého Kežmarského štítu cestou Přes Ucho. S Karlem Cermanem přešli v létě za 4 dny hlavní hřeben Vysokých Tater. Významné výstupy a prvovýstupy vykonal také na Kavkaze – první opakování Chergianiho cesty na Donguz Orun s novou variantou a první opakování výstupu na Nakra Tau doplnily vlastní prvovýstupy na tento vrchol: Severní stěna středem (Karel Cerman, Oldřich Kopal, Radan Kuchař, 1959) a Severní stěna, pravé žebro (Karel Cerman, Oldřich Kopal, Jiří Mašek, a Miloš Matras). Vynikajícího výkonu dosáhl s Radanem Kuchařem na pětitisícovce Dychtau. Abalakovovu cestu, kterou lezl Vitalij Abalakov týden, zdolali jen s jedním bivakem.
Účastník expedic na Pamír (1967), první české himálajské expedice na Annapurnu IV (1969), Garhwal (1977) a Ťan Šan (1981). Členem reprezentačního družstva byl v letech 1950–1952. Byl čestným členem Českého horolezeckého svazu a nositelem titulu Zasloužilý mistr sportu.